# Aguiar da Beira
Aguiar da Beira (ɐgi'aɾ dɐ 'bɐiɾɐ) è un comune portoghese di 6 247 abitanti situato nel distretto di Guarda.

## Società

### Evoluzione demografica
| Popolazione di Aguiar da Beira (1801 – 2004) | Popolazione di Aguiar da Beira (1801 – 2004) | Popolazione di Aguiar da Beira (1801 – 2004) | Popolazione di Aguiar da Beira (1801 – 2004) | Popolazione di Aguiar da Beira (1801 – 2004) | Popolazione di Aguiar da Beira (1801 – 2004) | Popolazione di Aguiar da Beira (1801 – 2004) | Popolazione di Aguiar da Beira (1801 – 2004) | Popolazione di Aguiar da Beira (1801 – 2004) |
| -------------------------------------------- | -------------------------------------------- | -------------------------------------------- | -------------------------------------------- | -------------------------------------------- | -------------------------------------------- | -------------------------------------------- | -------------------------------------------- | -------------------------------------------- |
| 1801                                         | 1849                                         | 1900                                         | 1930                                         | 1960                                         | 1981                                         | 1991                                         | 2001                                         | 2004                                         |
| 3292                                         | 6759                                         | 8466                                         | 8545                                         | 10215                                        | 7285                                         | 6725                                         | 6247                                         | 6270                                         |

## Freguesias
- Aguiar da Beira
- Carapito
- Cortiçada
- Coruche
- Dornelas
- Eirado
- Forninhos
- Gradiz
- Pena Verde
- Pinheiro
- Sequeiros
- Souto de Aguiar da Beira
- Valverde